# 青山道301及303號

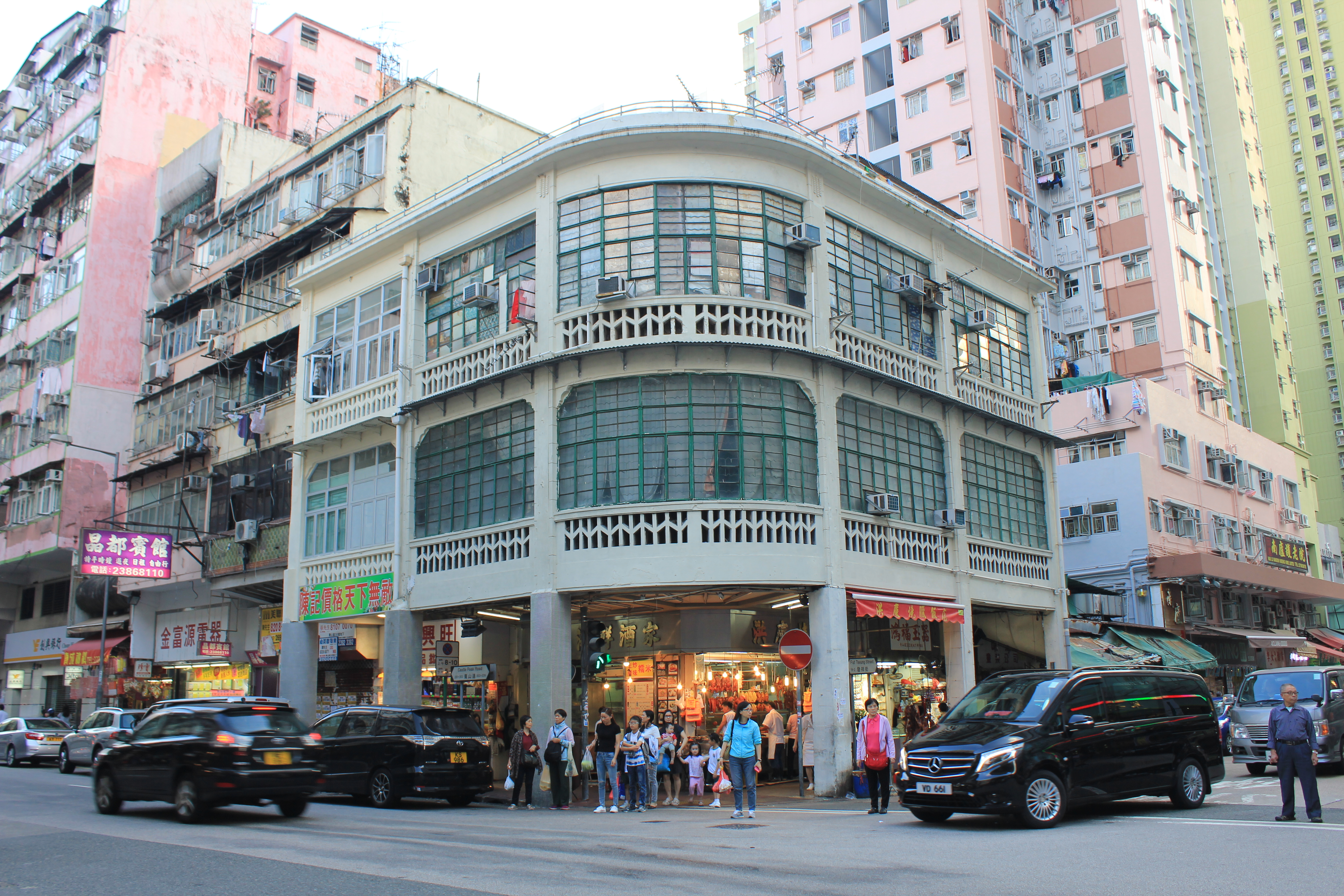
青山道301及303號（2018年10月）

青山道301及303號（英語：301 & 303 Castle Peak Road），是香港一幢單幢式戰前唐樓，位於香港九龍深水埗區長沙灣青山道301及303號與發祥街交界，現被評級為香港二級歷史建築。

## 歷史

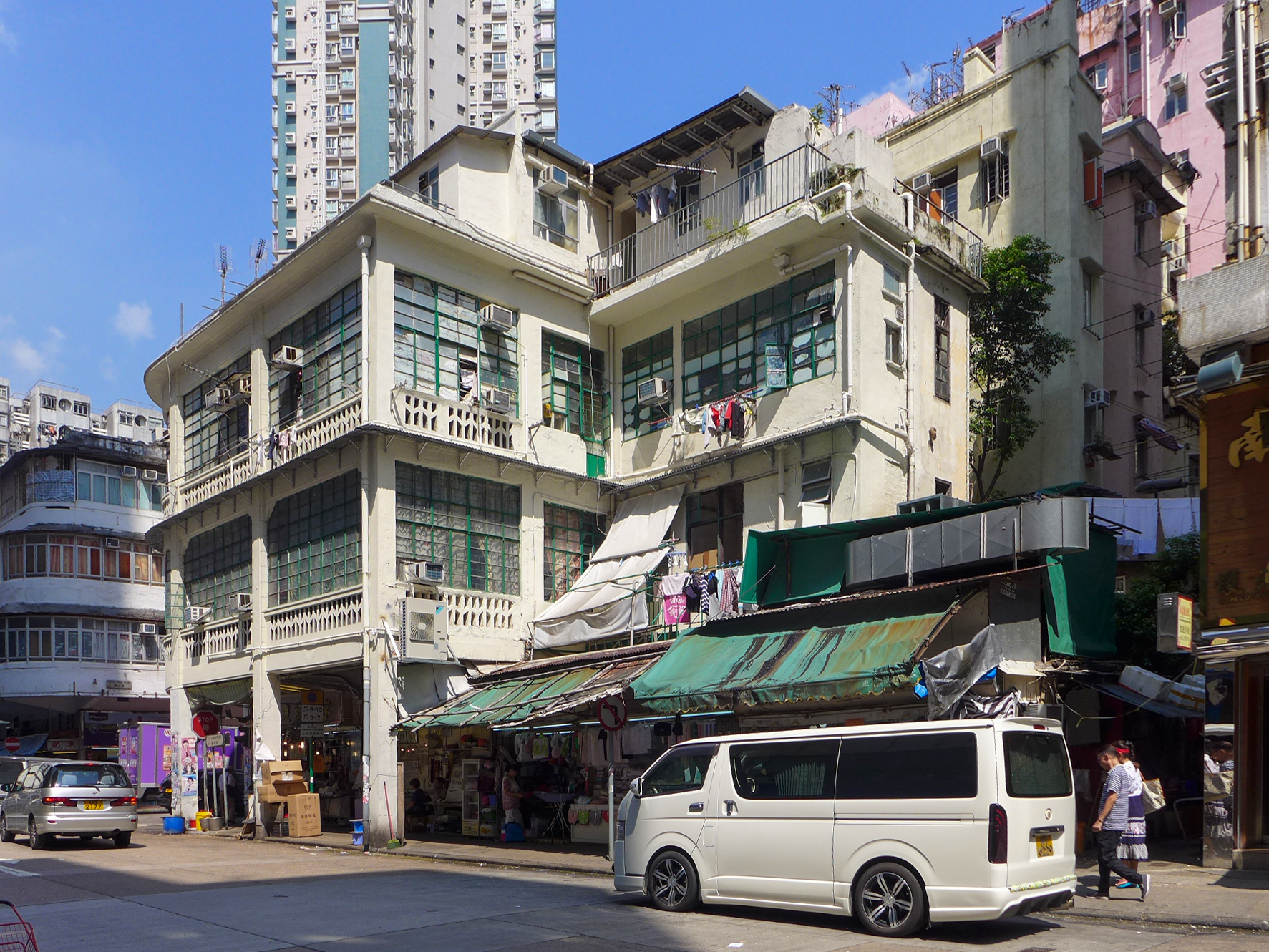
欄杆及舊式窗框，後期普及的冷氣機加裝於窗框；轉角單位建有露臺，後方可見露臺闊度

唐樓建於1933年，樓高3層，為香港目前僅存的戰前弧形轉角唐樓之一，街道交界的外牆為圓角設計。整幢樓宇向街部份有六枝柱樑支撐露臺，而露臺仍保留特色欄杆，同時窗框是沿用舊式設計。
樓宇沿用唐樓「下舖上居」的特色，地舖是二十四小時營業的「洪慶海鮮燒臘飯店」，而樓上現已分間為劏房。
在2016年前，外牆分別塗有「洪慶飯店游水海鮮燒臘專賣靚嘢」和掛上飯店的招牌，但已經除去。到2019年中，地舖及住戶均已全部遷出，而燒臘飯店亦搬到鄰近李鄭屋邨之李鄭屋商場。
根據富豪酒店國際控股2019年度的中期報告，該公司已擁有此物業的100%業權，以及同街291及293號物業的80%業權。其後在百利保控股2020年度的環境、社會及管治報告指出正與相關政府部門洽談保育方案，考慮就發展計劃獲得補償額外地積比同時保育此建築。
2022年2月12日凌晨4時，唐樓路邊有雜物起火，火勢波及路邊多輛車，大量濃煙亦攻上唐樓，撲熄後近發祥街外牆及欄杆均被熏黑。大廈及後於同年4月復修完畢，惟全座仍然空置中。

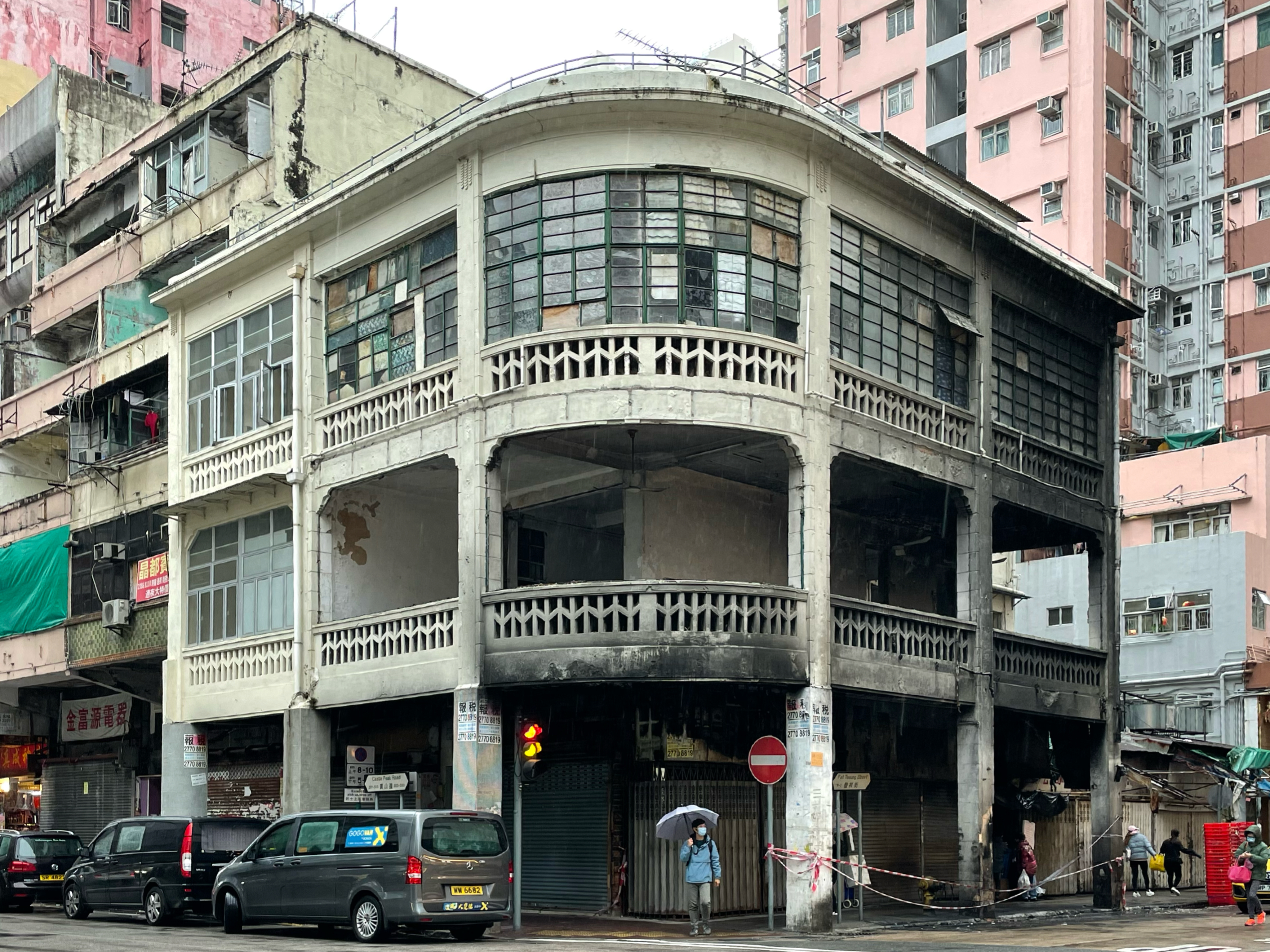
唐樓前方（2022年初火災後）
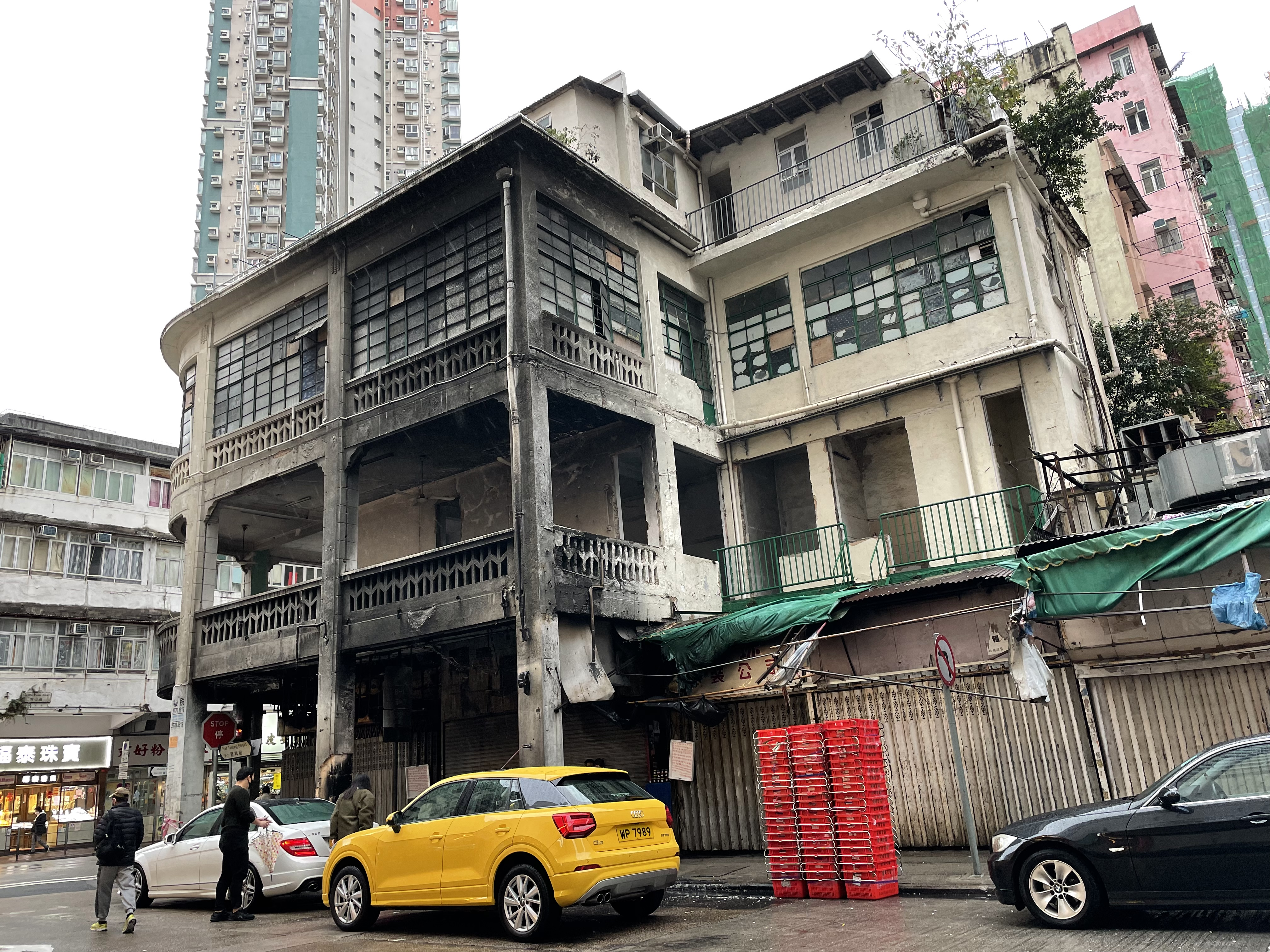
唐樓後方（2022年初火災後）
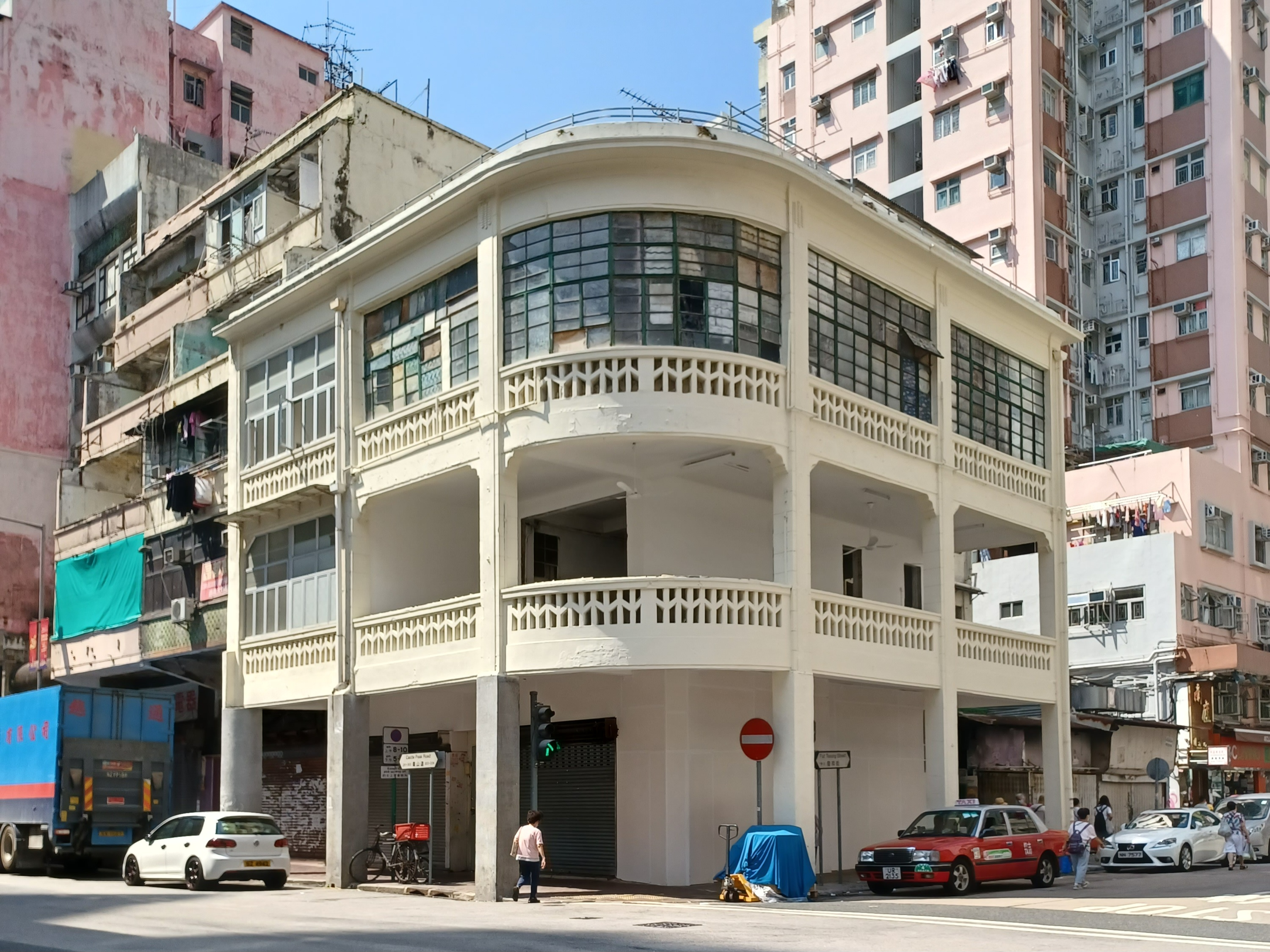
唐樓前方（2022年4月復修後）

## 建築評級
建築物雖屬戰前唐樓，一直仍未獲古物諮詢委員會評級，只是納入「須進行評級的新項目」名單。到2019年1月，業主富豪酒店國際控股向屋宇署提交拆卸申請。古物諮詢委員會主席蘇彰德對此感到失望，認為大公司應該有社會責任作出回應。
2019年3月，古物古蹟辦事處向古諮會提交文件，建議將唐樓評級為二級歷史建築，並於同年6月13日確定該評級。

## 圖片集

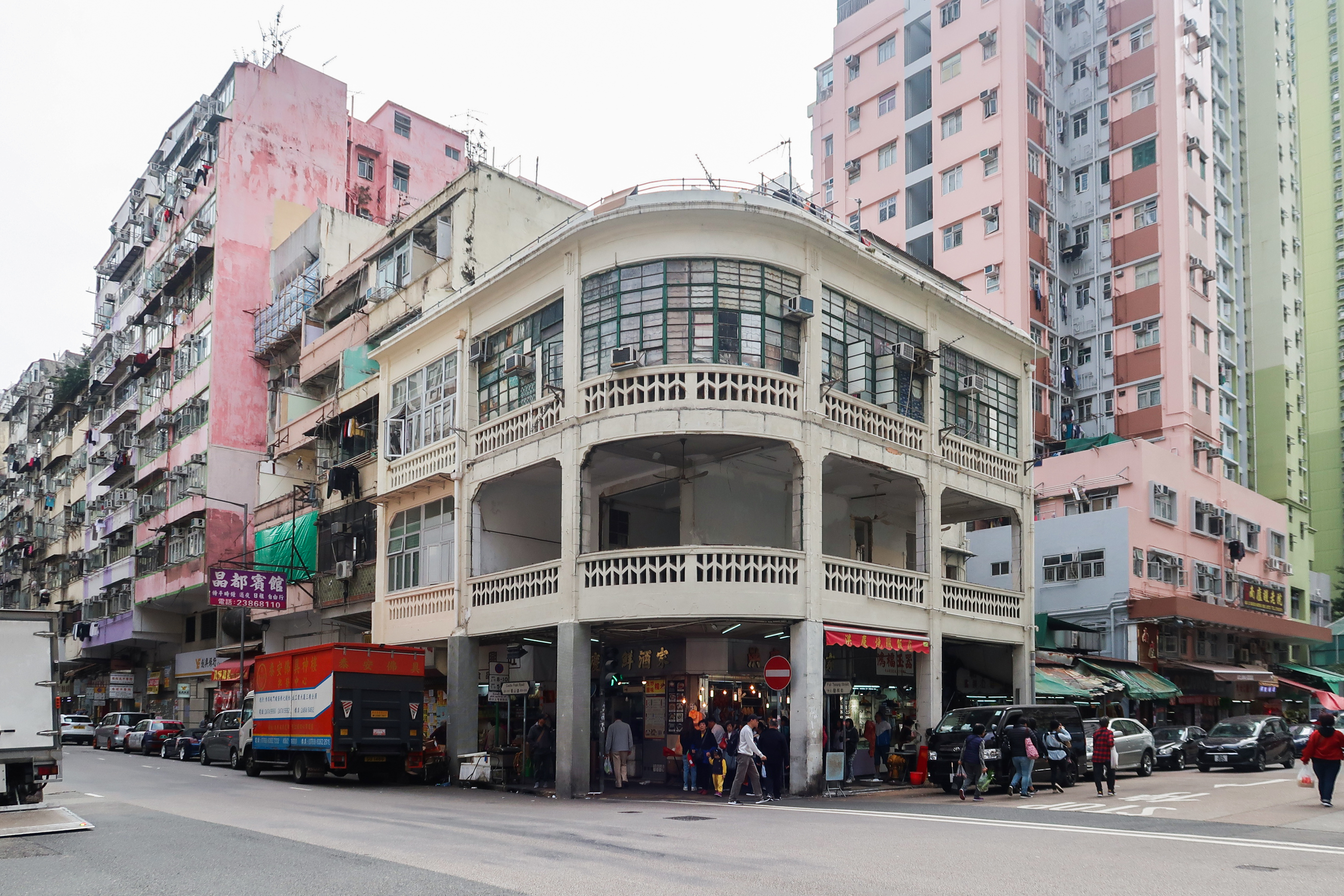
1樓圍封窗戶已拆除（2019年1月）
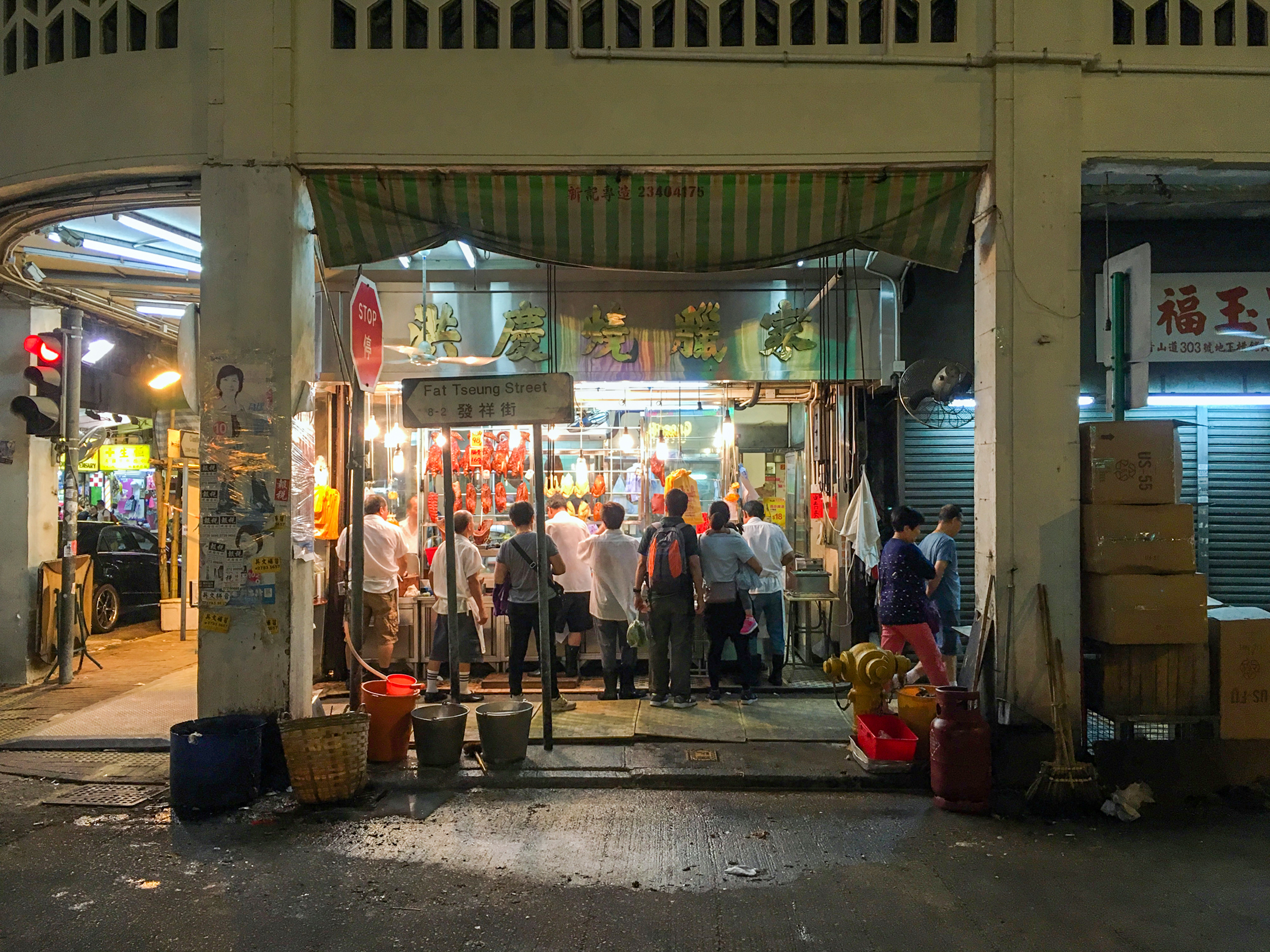
面向發祥街迴廊及地舖（2016年11月）
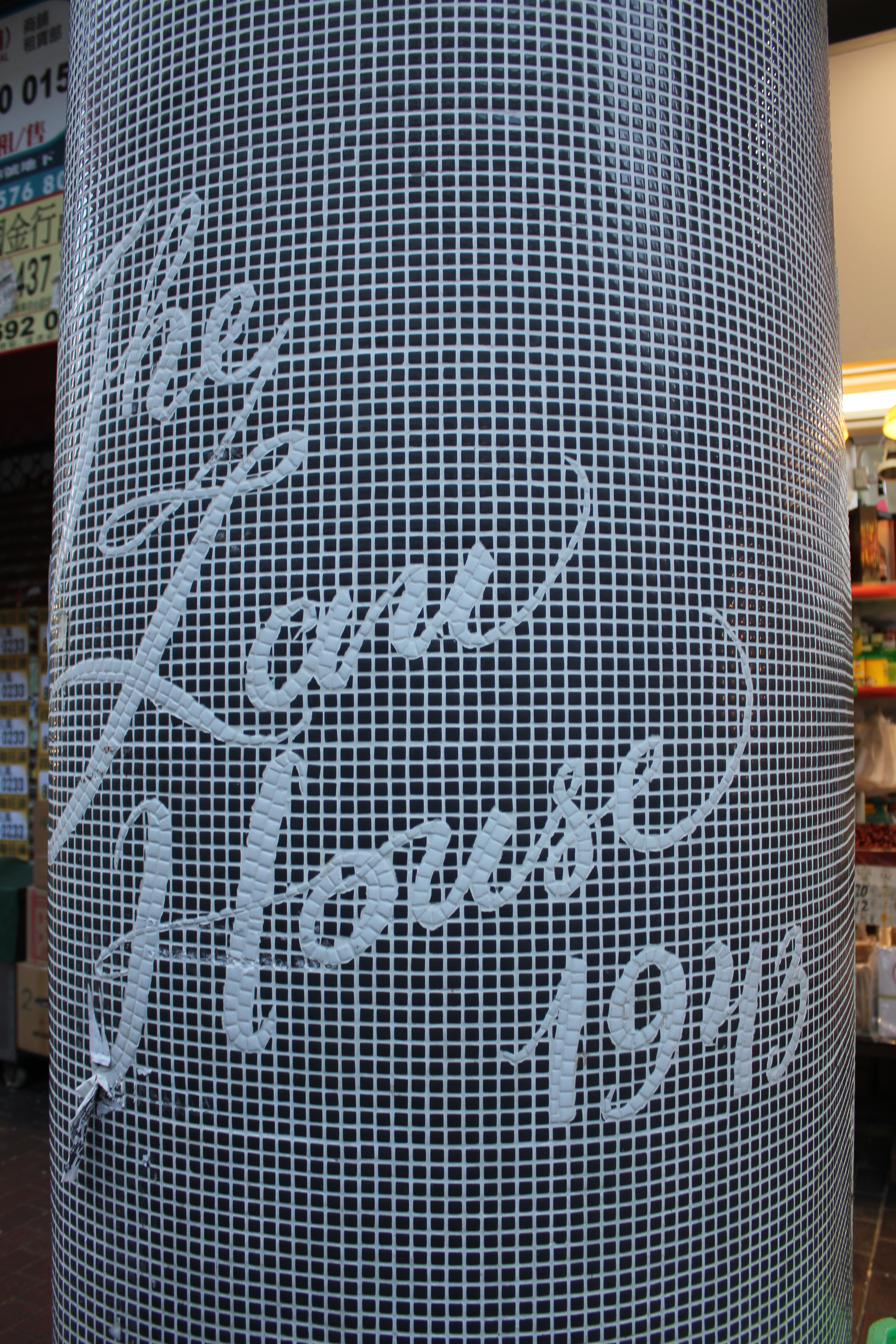
最左邊柱身寫有年份「1943」
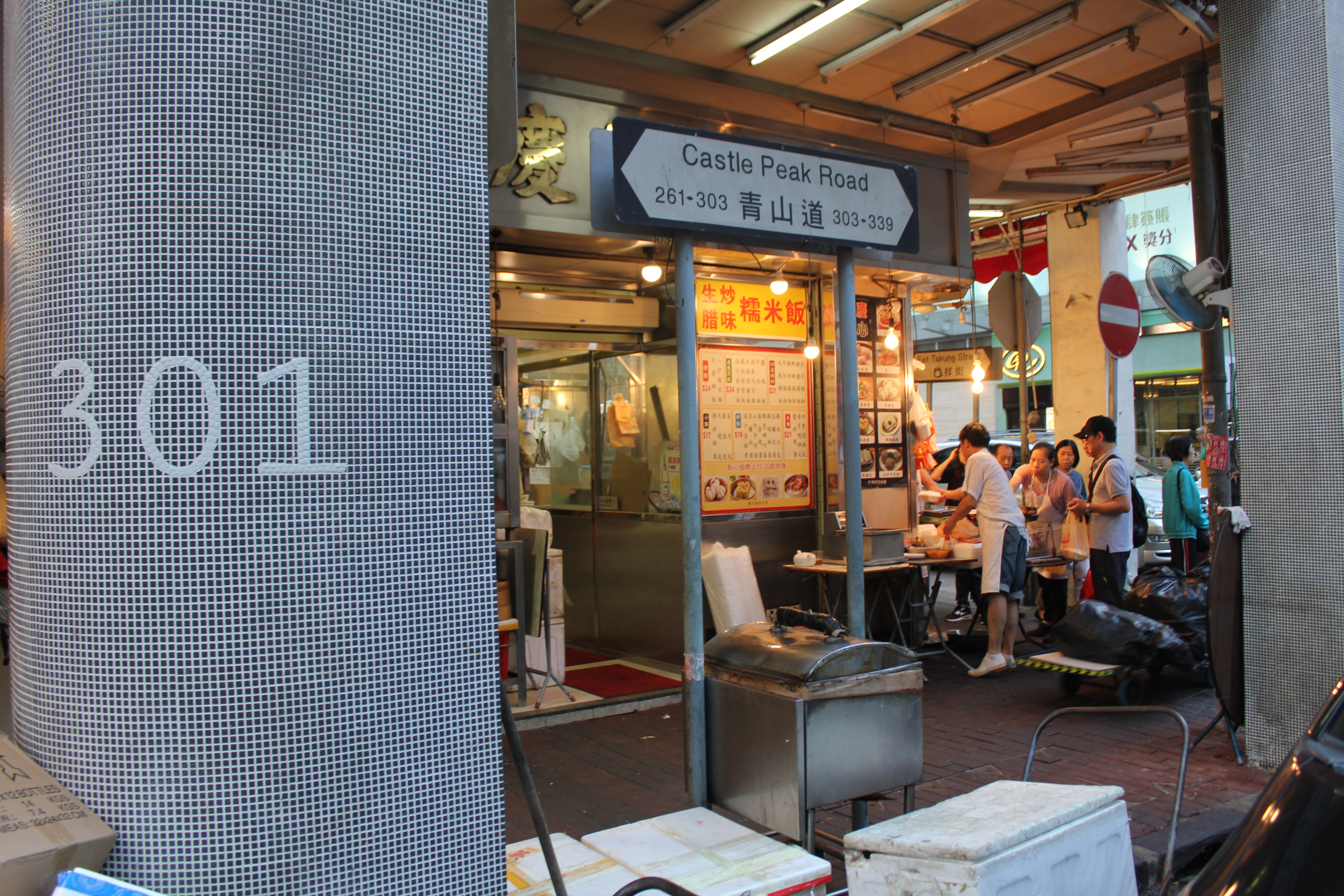
面向青山道的柱身寫有「301」

## 外部連結
- 洪慶海鮮燒臘飯店 - OpenRice （页面存档备份，存于）
- 12幢戰前轉角唐樓保存狀態參差 - 有線新聞